# Eric Carmen
Eric Howard Carmen (Cleveland, 11 agosto 1949 – Paradise Valley, 10 marzo 2024) è stato un cantante, musicista e compositore statunitense.

## Biografia
Eric Carmen nacque a Cleveland l'11 agosto 1949, in una famiglia di religione ebraica di origini russe.
Il suo primo gruppo, i Cyrus Eerie, non ebbe molto successo, fino a quando non si trasformò in Raspberries, di cui egli fu componente di spicco a partire dal 1970. Con questa formazione pubblicò nel 1972 il singolo Go All The Way che vendette più di un milione e trecentomila copie, ottenendo il disco d'oro.
Nel 1975 il gruppo si sciolse e la fama di Eric Carmen divenne internazionale grazie alla sua carriera da solista, con canzoni che segnarono un'epoca come All by Myself, brano citante un passaggio del Concerto per pianoforte e orchestra n. 2 di Rachmaninov, e Never Gonna Fall In love Again.
Dopo alcuni album poco fortunati, anche male accolti dalla critica, decise di concentrarsi sull'attività di autore per altri artisti, in particolare nell'ambito del country e dell'adult contemporary. Nella seconda metà degli anni ottanta ritornò al grande successo con singoli quali Hungry Eyes del 1987, brano incluso nella colonna sonora del film Dirty Dancing (Balli proibiti), che raggiunse la quarta posizione dei singoli più venduti di Billboard, superando il mezzo milione di copie vendute, e nel 1988 Make Me Lose Control, che si issò al terzo.
Nel 2000, dopo un lungo periodo di silenzio discografico, pubblicò il suo ultimo album di inediti, I Was Born to Love You.
Eric Carmen morì all'età di 74 anni, nel marzo 2024. Sua moglie Amy dichiarò che la morte era sopraggiunta nel sonno, senza aggiungere ulteriori dettagli: non venne dichiarata alcuna causa o luogo del decesso.

## Vita privata
Nel 1978 si sposò con  Marcy Hill dalla quale divorziò l'anno seguente. Si sposò in seconde nozze con Susan Brown nel 1993 con la quale ebbe due figli, una femmina, Kathryn, e un maschio, Clayton. Terminato anche il secondo matrimonio con il divorzio, si risposò nel 2016 con Amy Murphy con la quale visse fino alla morte.

## Discografia

### Coi Raspberries
- Raspberries (1972)
- Fresh (1972)
- Side 3 (1973)
- Starting Over (1974)
- Raspberries' Best (1976)
- Live On Sunset Strip (2007)

### Solista
- Eric Carmen (1975)
- Boats Against the Current (1977).
- Change of Heart (1978)
- Tonight You're Mine (1980)
- Eric Carmen (1984)
- The Best of Eric Carmen (1988)
- Definitive Collection (1997)
- I Was Born to Love You (2000)